# Palett (måleri)

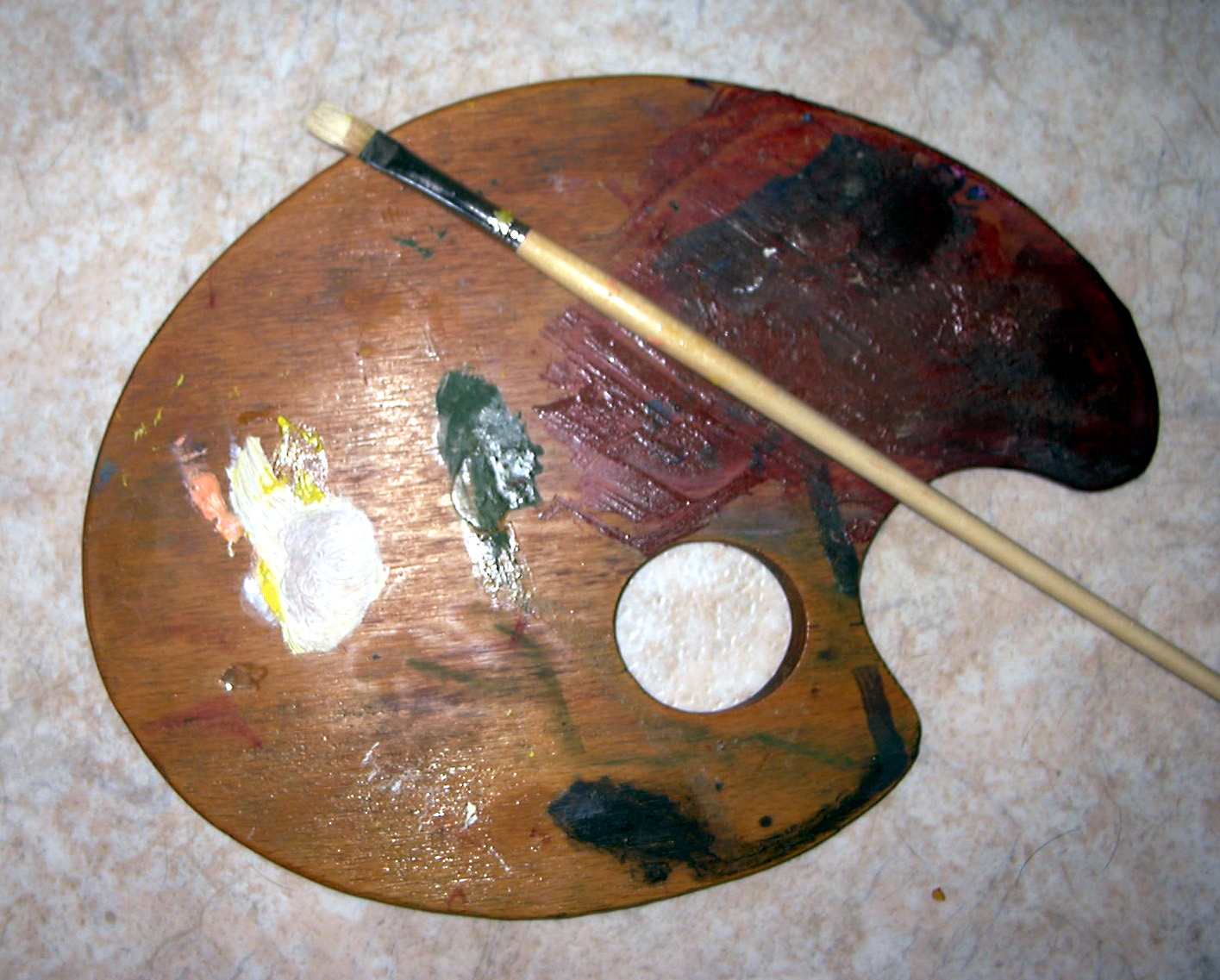
Palett av trä
Bilden visar läge för en högerhänt person, som sticker in vänster tumme underifrån i det runda hålet, och greppar med de övriga fingrarna kring urgröpningen i kanten. Penseln hålls i höger hand.
Vänsterhänta personer vänder på paletten, och sticker in höger tumme i hålet och målar med vänster hand.

En palett är en handhållen skiva på vilken en målare lägger upp och blandar färg.
Ett tillbehör är en liten kopp för olja, som kan spännas fast på kanden av paletten..
En palett är vanligen gjord av polerat eller lackerat trä eller kryssfanér och har oftast en karaktäristisk form med ett hål för att ge ett bra tumgrepp. Ordet kommer från diminutivformen av latinska pala (spade, spadblad, skulderblad). 
I överförd betydelse syftar ordet palett på ett urval av färger.